# Liste der Stolpersteine in Mainz-Oberstadt
 Info: Angaben zu Eigenschaften, welche alle Teillisten für Mainz gemeinsam haben, sind unter der Liste der Stolpersteine in Mainz zu finden.
Hinweis 1: Die Liste ist sortierbar. Durch Anklicken eines Spaltenkopfes wird die Liste nach dieser Spalte sortiert, zweimaliges Anklicken kehrt die Sortierung um. Durch Anklicken zweier Spalten nacheinander lässt sich jede gewünschte Kombination erzielen.
Hinweis 2: Mit dem Anklicken eines Bildes vergrößert man die Auflösung

## Stolpersteine in Mainz-Oberstadt
| Adresse                                          | Verlegedatum  | Gestiftet von | Inschrift | Bild | Anmerkung |
| ------------------------------------------------ | ------------- | --- | --- | ---- | --- |
| Am Stiftswingert 19 · Mainz ·                    | 8. Nov. 2017  | | HIER WOHNTE ADOLF OTTO HERZ JG. 1870 DEPORTIERT 1942 THERESIENSTADT ERMORDET 28.11.1942                                   |      | Am 27. September 1942 wurden Adolf Otto und seine Frau Johanna Herz, deren letzte frei gewählte Wohnung Am Stiftswingert 19 war, in das Ghetto Theresienstadt deportiert. Die Deportationsliste ist zynischerweise mit „Wohnsitzverlegung nach Theresienstadt“ überschrieben. Adolf Otto Herz ging an den elenden Bedingungen und dem Hunger dort am 28. November 1942 im Alter von 72 Jahren zugrunde, seine Frau mit 63 Jahren am 2. Januar 1943. Kennkarte Adolf Otto Herz |
| Am Stiftswingert 19 · Mainz ·                    | 8. Nov. 2017  | HIER WOHNTE JOHANNA HERZ GEB. MANDELBAUM JG. 1879 DEPORTIERT 1942 THERESIENSTADT ERMORDET 2.1.1943                                           | |      | Am 27. September 1942 wurden Adolf Otto und seine Frau Johanna Herz, deren letzte frei gewählte Wohnung Am Stiftswingert 19 war, in das Ghetto Theresienstadt deportiert. Die Deportationsliste ist zynischerweise mit „Wohnsitzverlegung nach Theresienstadt“ überschrieben. Adolf Otto Herz ging an den elenden Bedingungen und dem Hunger dort am 28. November 1942 im Alter von 72 Jahren zugrunde, seine Frau mit 63 Jahren am 2. Januar 1943. Kennkarte Adolf Otto Herz |
| Jägerstraße 26 · Mainz-Oberstadt ·               | 6. Juli 2020  | Jürgen und Barbara Krieghoff | HIER WOHNTE FRANZISKA HUCK JG. 1922 EINGEWIESEN 1938 KALMENHOF 'VERLEGT' 14.3.1941 HADAMAR ERMORDET 14.3.1941 'AKTION T4' |      | |
| Friedrich-Schneider-Straße 2 · Mainz-Oberstadt · | 19. Sep. 2023 | | HIER WOHNTE ISIDOR MAYER JG. 1887 FLUCHT 1939 FRANKREICH INTERNIERT DRANCY DEPORTIERT 1944 AUSCHWITZ ERMORDET 15.2.1944   |      | |
| Friedrich-Schneider-Straße 2 · Mainz-Oberstadt · | 19. Sep. 2023 | HIER WOHNTE KAROLINE MAYER GEB. KOCH JG. 1883 DEPORTIERT 1942 TREBLINKA ERMORDET 2.10.1942                                                   | |      | |
| Friedrich-Schneider-Straße 2 · Mainz-Oberstadt · | 19. Sep. 2023 | HIER WOHNTE JOSEPH ERICH MAYER JG. 1912 FLUCHT 1938 LUXEMBURG 1939 FRANKREICH INTERNIERT DRANCY DEPORTIERT 1944 AUSCHWITZ ERMORDET 15.2.1944 | |      | |
| Friedrich-Schneider-Straße 2 · Mainz-Oberstadt · | 19. Sep. 2023 | HIER WOHNTE FLORETTE HILDE MAYER JG. 1913 FLUCHT 1939 FRANKREICH INTERNIERT DRANCY DEPORTIERT 1944 AUSCHWITZ BEFREIT                         | |      | |
| Am Rosengarten 17 · Mainz-Oberstadt ·            | 19. Sep. 2023 | | HIER WOHNTE DR. EUGEN MANNHEIMER JG. 1882 GEDEMÜTIGT / ENTRECHTET FLUCHT IN DEN TOD 11. NOV. 1938                         |      | |
| Am Rosengarten 17 · Mainz-Oberstadt ·            | 19. Sep. 2023 | HIER WOHNTE HEDWIG MANNHEIMER GEB. WEISS JG. 1882 GEDEMÜTIGT / ENTRECHTET FLUCHT IN DEN TOD 11. NOV. 1938                                    | |      | |
| An der Karlsschanze 16 · Mainz-Oberstadt ·       | 19. Sep. 2023 | | HIER WOHNTE HANS SCHEUER JG. 1897 DEPORTIERT 1942 TREBLINKA ERMORDET 2.10.1942                                            |      | |
| An der Karlsschanze 16 · Mainz-Oberstadt ·       | 19. Sep. 2023 | HIER WOHNTE LIESELOTTE SCHEUER GEB. LEKISCH JG. 1908 DEPORTIERT 1942 TREBLINKA ERMORDET 2.10.1942                                            | |      | |
| An der Karlsschanze 16 · Mainz-Oberstadt ·       | 19. Sep. 2023 | HIER WOHNTE STEFAN KARL SCHEUER JG. 1931 DEPORTIERT 1942 TREBLINKA ERMORDET 2.10.1942                                                        | |      | |
| An der Karlsschanze 16 · Mainz-Oberstadt ·       | 19. Sep. 2023 | HIER WOHNTE CLAUS MICHAEL SCHEUER JG. 1934 DEPORTIERT 1942 TREBLINKA ERMORDET 2.10.1942                                                      | |      | |